# RITA (Robot Inventor to Teach Algorithms)
RITA (Robot Inventor to Teach Algorithms) es una herramienta didáctico-pedagógica de código fuente abierto, destinada a acercar a jóvenes estudiantes secundarios a la programación. Se trata de un juego de programación que estimula la resolución de problemas mediante la construcción de estrategias de supervivencia de robots virtuales. Fue desarrollada en el año 2012, por docentes-investigadores del Laboratorio de Investigación en Nuevas Tecnologías Informáticas (LINTI) de la Facultad de Informática de la Universidad Nacional de La Plata.
Es una herramienta didáctica de carácter lúdico que permite introducir conceptos de programación a través de un lenguaje de programación basado en bloques.
Está basado en dos frameworks de código fuente abierto: OpenBlocks  y Robocode.

## Uso educativo
Desde el año 2013, RITA ha sido utilizado en talleres y experiencias con estudiantes y docentes.
Cuenta con documentación de soporte para docentes y para estudiantes.